# Glafira Kashirina
Glafira Alekseevna Kashirina (en ruso: Глафира Алексеевна Каширина, 1920-1 de agosto de 1943) fue mecánica de aviones y posteriormente navegante soviética durante la Segunda Guerra Mundial, del escuadrón del 588.º Regimiento de Bombardeo Nocturno, conocido por las tropas alemanas con el apodo de «Brujas de la Noche», integrado en el 4.° Ejército Aéreo del Segundo Frente Bielorruso. Después de que fuera derribada el 1 de agosto de 1943, recibió póstumamente la Orden de la Guerra Patria de 2.do grado.

## Biografía

### Infancia y juventud
Glafira Kashirina nació en el año 1920 en el pueblo de Sergievka antes de mudarse al pueblo de Semenetskoe donde vivió hasta que se mudó con su madre a Perovo en las afueras de Moscú. Desde muy joven había soñado con convertirse en piloto, por lo que cuando se mudó a Perovo se unió al Aeroclub de Moscú, donde se graduó de cursos de vuelo antes de la invasión alemana de la Unión Soviética.

### Segunda Guerra Mundial
En octubre de 1941, varios meses después de la invasión alemana de la Unión Soviética, Meklin ingresó en la Escuela de Aviación Militar de Engels, para convertirse en navegante en el 588.º Regimiento de Bombardeo Nocturno, uno de los tres regimientos de aviación formados por mujeres, fundados por Marina Raskova y liderado por la mayor Yevdokía Bershánskaya. El regimiento estaba formado íntegramente por mujeres voluntarias, desde las técnicos hasta las pilotos, todas ellas de una edad cercana a los veinte años, Después de graduarse de la Escuela de Aviación Militar de Engels, fue enviada al Frente Sur a finales de mayo de 1942, inicialmente como mecánica de aviones, pero finalmente fue asignada para volar en el escuadrón número uno bajo el mando de Serafima Amosova después de aprobar cursos de navegación.
El 23 de mayo de 1942, el regimiento fue transferido a la 218.º división de bombarderos nocturnos del Frente Sur (estacionada en el aeródromo de la aldea de Trud Gornyaka cerca de Voroshilovgrado). La propia Marina Raskova las acompañó hasta su destino y luego dio un conmovedor discurso de despedida antes de regresar a Engels. En su nuevo destino el regimiento quedó adscripto al 4.º Ejército Aéreo al mando del mayor general Konstanín Vershinin. Fue el primero de los tres regimientos femeninos en entrar en combate.

En agosto de 1942, el regimiento recibió órdenes de trasladarse inmediatamente a un nuevo aeródromo debido al imparable avance alemán. Un avión que ella y la mecánica jefa del regimiento, Sofía Ozérkova, estaban reparando no estaba en condiciones de volar debido a problemas graves con el motor, por lo que no les quedó más remedio que quemar el avión en tierra, obligándolos a ambos a caminar a pie durante tres semanas hasta que alcanzaron las líneas soviéticas en Mozdok. Durante la caminata de tres semanas, Kashirina contrajó tifus y Ozérkova la llevó a un hospital de campaña.
Después de recuperarse del tifus, completó su entrenamiento de navegante de vuelo para comenzar a volar salidas de combate. Yevdokiya Nosal se ofreció a volar con ella como piloto en su primera misión de combate nocturno porque, como piloto más experimentada, solía volar con nuevos miembros de la tripulación en su primera noche de bombardeos. Después de varias salidas exitosas esa noche, el Po-2 pilotado por Nosal fue perseguido por un Messerschmitt Bf 110 alemán sobre Novorossíisk y alcanzado; un trozo de metralla de un proyectil golpeó a Nosal en la frente, matándola instantáneamente y haciendo que se desplomara sobre los controles cuando el avión cayó en picado. Con una pérdida parcial de control debido a los daños infligidos al avión por el ataque, Kashirina logró tomar el control del avión y aterrizarlo sola en el aeródromo donde Nosal fue declarada muerto de inmediato. Por aterrizar el avión con su piloto muerto y daños en los controles, Kashirina recibió la Orden de la Bandera Roja y Nosal recibió póstumamente el título de Héroe de la Unión Soviética, convirtiéndose en la primera miembro del regimiento en recibir el título y la primera mujer piloto que recibió dicho título durante la guerra.
El 8 de febrero de 1943, el 588.º Regimiento de Bombardero Nocturno recibió el rango de Guardias y pasó a llamarse 46.º Regimiento de Bombardeo Nocturno de la Guardia, y un poco más tarde recibió el nombre honorífico de «Taman» por su destacada actuación durante los duros combates aéreos en la península de Tamán, en 1943 (véase Batalla del cruce del Kubán). Durante la ceremonia en la que el regimiento recibió la bandera de la guardia, Natalia Meklin fue la abanderada, asistida por Glafira Kashírina y Yekaterina Titova.
Antes de su muerte, participó en misiones de bombardeo como navegante sobre los ríos Miús, Donets y Don y en las afueras de Stávropol al suroeste de Rusia. En la noche entre el 31 de julio y el 1 de agosto de 1943, el avión de Kashirina pilotado por Valentina Polunina fue uno de los cuatro Po-2 del regimiento derribado por el piloto de la Luftwaffe Josef Kociok sobre la cabeza de puente de Kuban en la península de Taman. Los ocho miembros del regimiento que murieron esa noche fueron enterrados en la fosa común de la aldea de Russkoe y recibieron póstumamente la Orden de la Guerra Patria de 2.do grado.

## Condecoraciones
- Orden de la Bandera Roja
- Orden de la Guerra Patria de 2.do grado (1 de agosto de 1943)